# John Eccles (ammiraglio)
Sir John Arthur Symons Eccles (1898 – 1966) è stato un ammiraglio inglese.

## Carriera
Eccles entrò a far parte della Royal Navy nel 1916 durante la prima guerra mondiale. Inoltre servì nella Seconda Guerra Mondiale come capitano della HMS Durban.
Poi divenne comandante della Royal Navy a Chatham nel 1948. Fu nominato ammiraglio comandante della flotta australiana nel 1949 e l'ammiraglio comandante delle riserve nel 1952. Nel 1953 fu comandante in capo della Home Fleet e della NATO. Fu comandante in capo della flotta orientale nel 1955 prima di ritirarsi nel 1958.